# Clovis Sagot
Pour les articles homonymes, voir Sagot.
Ne doit pas être confondu avec Edmond Sagot.
Clovis Jules Sagot né le 14 juillet 1854 à Montlignon (alors en Seine-et-Oise) et mort le 12 février 1913 à La Celle-Saint-Cloud (Yvelines), est un marchand d'art français. 

## Biographie
Clovis Sagot, établi au 46, rue Laffitte à Paris, où il ouvre une galerie d'art, fut notamment l'un des premiers marchands de Picasso (avec d'autres marchands comme Pedro Mañach, Ambroise Vollard, qui était son voisin, et Berthe Weill). C'est chez Sagot que Marie Laurencin rencontre Picasso en 1907, qui lui présente quelques jours plus tard Guillaume Apollinaire qui allait devenir son amant.
Avant de devenir marchand de tableaux, Clovis Sagot aurait été employé de cirque, puis clown.
À sa mort en février 1913, Apollinaire lui consacra un article nécrologique dans le journal L'Intransigeant, article dans lequel il saluait en Sagot « le père Tanguy des jeunes peintres d'aujourd'hui », qui disparaissait « au moment où les œuvres qu'il avait défendues envers et contre tous commençaient à devenir célèbres ». Cette opinion ne semble pas toutefois avoir été partagée : « le frère Sagot », comme on le surnommait pour le différencier de son frère, Edmond Sagot dit « Sagot le jeune » (libraire et marchand de gravures à Paris depuis 1881) était également affublé par certains du sobriquet « le sagouin » en raison de sa rapacité.
Le portrait de Clovis Sagot peint par Picasso en 1909 est exposé au Kunsthalle de Hambourg.
En 1918, le peintre Edmond Heuzé devient directeur artistique de la galerie.